# Turbonilla franciscana
Turbonilla franciscana är en snäckart som beskrevs av Bartsch 1917. Turbonilla franciscana ingår i släktet Turbonilla och familjen Pyramidellidae. Inga underarter finns listade i Catalogue of Life.